# Delta Centauri
Delta Centauri (δ Cen / HD 105435 / HR 4621) es una estrella en la constelación de Centaurus de magnitud aparente +2,58. Aunque sin nombre propio habitual, a veces es conocida por su nombre chino Ma Wei o su nombre aborigen australiano Iritjinga. Se encuentra a 395 años luz de distancia del sistema solar.
Delta Centauri es una subgigante blanco-azulada de tipo espectral B2IVne. La «e» en su tipo espectral indica que es una estrella Be —como γ Cassiopeiae o η Centauri— con emisiones variables de hidrógeno en su espectro vinculadas con la presencia de un disco circunestelar alrededor de la estrella. Este disco está relacionado con la rápida velocidad de rotación de la estrella, de más de 263 km/s; el disco, prácticamente de perfil desde nuestra perspectiva, es tan grueso que Delta Centauri es considerada una «estrella con envoltura».
Delta Centauri, catalogada como variable Gamma Cassiopeiae, muestra una variación en su brillo en torno al 15%. La rápida rotación hace que su forma no sea esférica, sino que está achatada en sus polos, fenómeno observado en estrellas como Regulus (α Leonis). Además da lugar a un oscurecimiento gravitatorio, es decir, sus polos son más calientes y brillantes que su ecuador, por lo que si bien la temperatura aparente es de 22.400 K, una medida más realista puede ser 1000 K más alta. Su luminosidad es 12.000 veces mayor que la solar.
Con una masa de 8,6 masas solares, su edad se estima en 16 millones de años.
Estudios de interferometría indican que Delta Centauri posee una compañera estelar situada a 68,7 milisegundos de arco. De tipo espectral comprendido entre B4 V y A0 III, tiene una masa entre 4 y 7 masas solares.
El semieje mayor de su órbita es de 6,9 UA.